# Sammlung Gugelmann

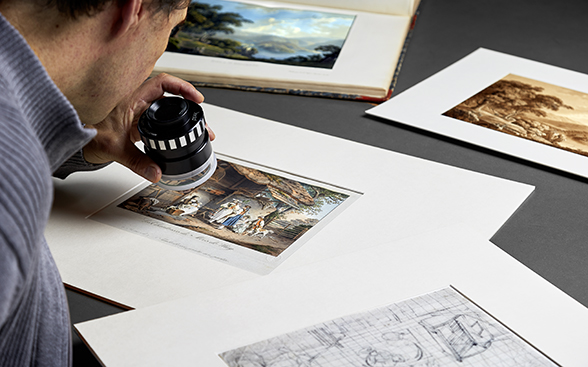
Kleinmeister aus der Sammlung Gugelmann unter der Lupe

Die Sammlung Gugelmann ist eine Kunstsammlung, die sich auf Werke von Schweizer Kleinmeistern konzentriert. Sie gibt einen vielseitigen Einblick in Landschaft und Kultur der Schweiz im 18. und im 19. Jahrhundert. Diese gemeinfreien Werke befinden sich in der Graphischen Sammlung der Schweizerischen Nationalbibliothek und sind online via Wikimedia Commons frei zugänglich.

## Beispiele aus der Sammlung

Caspar Wolf: Staubbachfall (1780 bis 1794)
Jakob Samuel Weibel: Christoffelturm (1795)
Franz Niklaus König: Kiltgang (1801)
Josef Reinhard: C. Merkli, E. Fischer: Trachten des Kantons Aargau (1801)
Gabriel Lory der Jüngere: Ponte Alto, Gondoschlucht (1811)
Antoine-Marie Perrot: Carte topographique de la route du col de Simplon (1824)

## Umfang
- Helvetica-Sammlung: 42 Ölgemälde, 1642 Einzelblätter (Druckgrafiken, Zeichnungen, Aquarelle und Gouachen), 289 Alben, Mappenwerke, Blattfolgen, Publikationen, Rollen und Leporelli, 8 Originalbehältnisse
- Fotosammlung: 5'474 Fotografien (5'100 Kunststoffdiapositive, 274 Glasdiapositive, 100 Stereo-Glasplatten), 42 Holzkisten
- Sammlungsdokumentation: 58 Lederbände, 39 Archivschachteln, 2 Karteien, 24 Gewebebände, 27 Publikationen, 5 Reproduktionen, 4 Originalbehältnisse

Die Sammlung Gugelmann ist in der Datenbank HelveticArchives erschlossen. Die hochauflösenden Bilder sind auf Wikimedia Commons zu finden.

## Bestandsbeschreibung
Das Kernkonvolut der Sammlung Rudolf und Annemarie Gugelmann bildet eine umfangreiche Sammlung von Helvetica, Dokumenten mit Bezug zur Schweiz. Vertreten sind hauptsächlich Künstler aus dem Umfeld der sogenannten Schweizer Kleinmeister, die ab Mitte des 18. bis Mitte des 19. Jahrhunderts Landschafts- und Ortsansichten, volkstümliche Genreszenen und Trachtendarstellungen für einen wachsenden touristischen Markt schufen: Namentlich erwähnt seien hier nur Johann Ludwig Aberli (1723–1786), Johann Jakob Biedermann (1763–1830), Johann Heinrich (1787–1857) und Johann Ludwig Bleuler (1792–1850), Sigmund Freudenberger (1745–1801), Franz Niklaus König (1765–1832), Gabriel Lory der Ältere (1763–1846) und «der Jüngere» (1784–1846), Friedrich Wilhelm Moritz (1783–1855), Jakob Samuel Weibel (1771–1846), Johann Jakob Wetzel (1781–1834) und Caspar Wolf (1735–1783). Vorhanden sind unterschiedlichste Dokumenttypen: Ölgemälde, druckgrafische Einzelblätter, Zeichnungen, Aquarelle und Gouachen, aber auch Alben, Mappenwerke, Blattfolgen, Publikationen, Rollen und Leporelli. Insgesamt geben diese Dokumente nicht nur reichhaltigen Einblick in die Geschichte, die Landschaft und die Kultur der Schweiz von damals, was ihnen einen hohen dokumentarischen Wert für die naturhistorische Forschung, etwa zur Entwicklung von Gletschern, verleiht. Die Werke unterstreichen aufgrund ihrer ausgezeichneten Qualität auch die künstlerische Bedeutung der Schweizer Kleinmeister. Damit sind sie für die kunst- und kulturhistorische Forschung von ebenso hoher Relevanz. Eine besondere Qualität der Sammlung liegt zudem darin, dass Werke oft in verschiedenen Versionen – als zeichnerische oder malerische Vorlagen sowie als druckgrafische Umsetzungen in verschiedenen Zuständen – vorhanden sind. Ergänzend dazu sind in der Helvetica-Sammlung einige Spezialenzyklopädien, Chroniken, heimatkundliche Werke und Reiseführer vertreten.
Die private Fotosammlung Annemarie Gugelmanns enthält daneben vorwiegend Orts- und Landschaftsansichten aus zahlreichen Ländern weltweit.
Zum Bestand gehört abschliessend eine Sammlungsdokumentation, welche die Entstehung und Entwicklung der Sammlung Rudolf und Annemarie Gugelmann seit ihren Anfängen in den 1930er Jahren dokumentiert. Enthalten sind darin sämtliche überlieferten Inventare und Verzeichnisse, Korrespondenz zur Sammlungserwerbung, vereinzelte biographische Dokumente zu den Bestandsbildnern sowie verschiedene dokumentierende Sammlungen mit Auktionskatalogen, Faksimile, Monographien zur Kunst der Schweizer Kleinmeister und eine umfangreiche Künstlerdokumentation.

## Bestandsgeschichte
Der Textilfabrikant Rudolf Gugelmann begann in den späten 1930er Jahren mit dem Sammeln von Helvetica. Sein besonderes Interesse galt den Werken der Schweizer Kleinmeister in Bern. Nach dem frühen Tod Rudolf Gugelmanns im März 1947 pflegte seine Schwester Annemarie Gugelmann diese Sammlung weiter. Sie erwarb weiterhin Werke der Schweizer Kleinmeister, sammelte daneben aber auch Dokumente, die diesen Schwerpunkt thematisch ergänzten, wie etwa Schweizer Chroniken im Original und als Faksimileausgabe. Bereits ab 1947 arbeitete Annemarie Gugelmann für den Aufbau und die Pflege ihrer Sammlung mit dem Antiquar Walter August Staehelin zusammen, der ihre Kollektion in einem zuletzt über fünfzig Bände umfassenden Katalog erstmals erschloss. Mit zunehmendem Alter reifte in Annemarie Gugelmann der Entschluss, ihre Sammlung der Allgemeinheit zugänglich zu machen, um das darin konservierte Wissen über das Wirken der Schweizer Kleinmeister einem grösseren Kreis zu vermitteln. Ihren Vorsatz setzte sie 1978 durch die Schenkung ihrer Kollektion an die Schweizerische Nationalbibliothek (NB) in die Tat um. Die Übergabe der Sammlung Gugelmann an die NB wurde 1982 unter Anwesenheit von Bundesrat Hans Hürlimann gefeiert. Diese stellt das wertvollste Geschenk dar, das die NB bisher erhalten hat.
Auch nach der Übergabe an die Nationalbibliothek bis zu ihrem Tod im Dezember 1986 ergänzte die Donatorin die Sammlung Rudolf und Annemarie Gugelmann in grosszügiger Weise. In Erinnerung an Annemarie Gugelmann gründete ihre Familie 1988 die Stiftung Graphica Helvetica mit dem Ziel, weitere Werke zu erwerben, um sie der Sammlung in der Graphischen Sammlung der Schweizerischen Nationalbibliothek und damit der interessierten Öffentlichkeit zuzuführen. In Ergänzung zur Helvetica-Sammlung Rudolf und Annemarie Gugelmann wurde 2006 Annemarie Gugelmanns private Fotosammlung an die Schweizerische Nationalbibliothek übergeben.

## Biographische Angaben zu Rudolf und Annemarie Gugelmann
- Rudolf Gugelmann (* 1913; † 1947) war Mitinhaber der Firma Gugelmann & Cie. AG in Roggwil (BE) und Kunstsammler. In den 1930er Jahren begann er eine systematische Sammlung von Werken der Schweizer Kleinmeister aufzubauen. 1947 verunfallte er tödlich bei einer Skitour im Hochgebirge.[4]
- Annemarie Gugelmann (* 23. März 1917; † 9. Dezember 1986 in Muri bei Bern) war Mitinhaberin und Verwaltungsratsmitglied der Firma Gugelmann & Cie. AG in Roggwil und Kunstsammlerin. In jüngeren Jahren besuchte sie kunsthistorische Vorlesungen von Hans R. Hahnloser an der Universität Bern. Nach dem Tod Rudolf Gugelmanns 1947 pflegte Annemarie Gugelmann die Kleinmeister-Sammlung ihres Bruders weiter. Neben ihrer Sammeltätigkeit unternahm sie zahlreiche Reisen im In- und Ausland.